# Kirchner Elek
Kirchner Elek Ede, Kirchner Emil (Mucsfa, 1852. május 20. – Celldömölk, 1932. október 5.) evangélikus lelkész, karnagy, zenepedagógus és autodidakta zeneszerző.
Kirchner Elek (1890–?) vízépítő mérnök, akadémikus édesapja.

## Életpályája
Édesapja már gyermekkorában zenei oktatásban részesítette. Középiskoláit Sárszentlőrincen és Pozsonyban végezte, utóbbi helyen az Evangélikus Teológiai Akadémia hallgatója volt. Egy évig a hallei egyetemen tanult. 1875. október 7-én avatta evangélikus lelkésszé Karsay Sándor püspök. Ezután édesapja utódjaként 13 évig evangélikus lelkészi szolgálatot teljesített Mucsfán. 1888-ban Karsay Sándor püspök meghívására Győrbe ment és orgonista-kántor lett az ottani evangélikus gyülekezetnél. Egyúttal énektanára volt a főreáliskolának és a polgári leányiskolának, s zongoratanárként működött az ének- és zeneegylet nyilvános iskolájában. A zene terén elsősorban autodidakta, de 1897-ben középiskolai énektanári oklevelet szerzett az az Országos Magyar Királyi Zene- és Színművészeti Akadémián. 1915-től 1918-ig a Győri Ének- és Zeneegylet férfikarának másodkarnagya, valamint három és fél évtizeden keresztül a győri gyülekezet karnagya volt.
1922. május 20-án ünnepelte 70. születésnapját, s ezen alkalomból a Győri Dalárda felkereste a lakásán és szerenádot adott számára, egyúttal megkapta a címzetes zeneigazgató titulust. 1923-ban vonult nyugdíjba, majd fiához költözött Cellbe. Hamarosan Celldömölk díszpolgára lett. Temetésén Kapi Béla püspök búcsúztatta, sírjánál Túróczy Zoltán mondott búcsúztatót, illetve Bácsi Sándor celldömölki lelkész áldotta meg. A Nemzeti Emlékhely és Kegyeleti Bizottság 2007. március 21-i ülésén sírhelyét a Nemzeti Sírkert részévé nyilvánította.

## Munkássága
Elismert zeneszerző, akinek kamarazeneműveit a Grünfeld-Burger- és Helmesberger-féle vonósnégyesek felvették műsorukba. Írt kamarazeneműveket, közöttük több magyar vonósnégyest, egy zongoratriót, egy zongoraszonátát, több férfikart és műdalt, melyek közül egy Lipcsében, több pedig hazai pályadíjat nyert és állandó műsordarabja volt hazai dalárdáknak, továbbá orgonaműveket, mű- és népdalokat s hangverseny darabokat, melyek közül sok közkézen forgott, mint pl. a népszerű Csárdajelenetek. Kirchner a zenepedagógia, különösen a zongoratanítás terén szép sikereket ért el. Fontos része volt a Kapi Gyula által szerkesztett Korálkönyv összeállításában, több korál is az ő szerzeménye. 